# Антимилос
Антимилос, или Еримомилос, је једно острво које припада Грчкој, није насељено, а припада групи острва Киклади, у Егејском мору. Острво лежи око 20 km сјеверозападно од луке острва Милос, а својом дужином од 4 km и ширином од 3 km обезбјеђује себи површину величине преко 10 km².
Координате: 36° 47' 20" Сгш 24° 14' 20" Игд
Антимилос је острво сиромашно вегетацијом, а насељено је само дивљим козама и кунићима. Острво је брдовити, вулканског је поријекла, а највиша тачка острва је 684 метара. Острво се може посјетити приликом туристичке сезоне са малим туристичким бродићима који возе са острва Милос. 
Знаменитости од историјске вриједности на овом острву не постоје, али постоји неколицина лијепих залијева за купање, који су слободни за туристе.